# Вандер, Карл Фридрих Вильгельм
Карл Фридрих Вильгельм Вандер (нем. Karl Friedrich Wilhelm Wander; 27 декабря 1803, Фишбах, Силезия (ныне Нижнесилезское воеводство, Польша) — 4 июня 1879, Квирль, там же) — немецкий педагог-демократ, специалист немецкой филологии. Создатель самой большой из существующих ныне коллекций немецкоязычных пословиц.

## Биография
Родился в семье деревенского портного. Учился у пастора в 1822—1824 гг., затем — в педагогическом училище Бунслау. Работал помощником учителя, с 1827 года в протестантской городской школе Хиршберга. Прошёл практику у И. Г. Песталоцци, одного из крупнейших педагогов-гуманистов конца XVIII — начала XIX века, внёсшего значительный вклад в развитие педагогической теории и практики. Педагогические взгляды Вандера сложились под влиянием идей И. Г. Песталоцци, филантропистов, немецких писателей Г. Э. Лессинга, И. В. Гёте, Ф. Шиллера.
Стал одним из вожаков либерального движения 1840-х годов среди немецких школьных учителей. Соратник А. Дистервега. Выступая против конфессиональной разобщённости школьного дела, за создание единой школы для детей всех сословий, защищал идею создания единой демократической школы. Сыграл большую роль в создании локальных объединений учительства (особенно в Силезии) и в организации общенемецкого учительского союза. Издавал несколько педагогических газет.
В 1845 году уволен со службы в школе. В 1847 году был восстановлен на работе.
Во время Революции 1848—1849 годов в Германии находился на стороне демократических сил. За свою деятельность подвергался полицейским преследованиям, за агитацию и призывы к мятежу в 1850 году был отстранён от государственной службы. В том же году эмигрировал в США, но вернулся в Германию в следующем году.

## Научно-педагогическая деятельность
Автор многочисленных статей на общественно-политические и педагогические темы, филологии. Отстаивал необходимость воспитания детей в духе гуманизма, подготовки физически и духовно развитых полезных членов общества. Автор многих учебников и методических пособий, а также научных работ по филологии. Его «Словарь немецких пословиц и поговорок» (Deutsches Sprichwörterikonikon, 1867—1880; 5 тт.) сохранил ценность до настоящего времени.

## Избранные труды
- Vollständige Übungsschule der deutschen Rechtschreibung, 1831
- Fünf Jahre aus dem Leben eines deutschen Volksschullehrers , 1848
- Deutsches Sprichwörter-Lexikon, 1862
- Der Kampf um Schule, 1979.

## Память
К 150-летию со дня рождения Вандера в ГДР была учреждена в его честь медаль, которой награждались работники народного образования, добившиеся выдающихся успехов в борьбе за демократизацию немецкой школы.